# Попович Богдан Васильович
Богдан Васильович Попович (нар. 1 квітня 1930, с. Миклашів, нині Львівського р-ну Львівської обл. — 20 липня 2012, Львів) — український скульптор, педагог. Член Національної спілки художників України (1964).

## Біографія
1954 року закінчив Львівський інститут декоративного та прикладного мистецтва. Серед викладачів з фаху Іван Севера та Микола Рябінін. Працював у галузях станкової та монументально-декоративної скульптури. Від 1960 року брав участь у республіканських виставках. Член Національної спілки художників. У 1964–2005 роках працював викладачем скульптури й рисунку кафедри дизайну та основ архітектури Національного університету «Львівська політехніка».
Мешкав у Львові на вулиці Сагайдачного.

## Роботи
- «Портрет юнака» (1958)[2].
- «Портрет молодого робітника» (1959, тонований гіпс, 62×60×33)[3], «Мати»[2].
- «Леся Українка»,[4], «Нескорена» (1960)[2].
- «Гайдамака» (1964, тонований гіпс, 110×65×82)[3][2].
- «Маруся Чурай» (1967, кована мідь, 46×28×26[5], за іншими даними 1966[4])[2].
- «Обжинкова пісня» (1967)[4].
- Пам'ятник Леніну в селі Стецева 1967 рік, архітектор В. Кузубов[6].
- «Максим Кривоніс» (1970, тонований гіпс, 124×34×30)[3], за іншими даними 1965—1967[4].
- «Перемога» (близько 1971)[7], за іншими даними 1972[2].
- Пам'ятники загиблим землякам у селах Старий Добротвір (1968), Сокіл (1971)[8], Язлівчик (1972)[9], Стара Сіль (1976), Міженець (1977, архітектор В. Кузубов)[10], Накваша (1980, архітектор В. Кузубов)[11], Бориня (1983)[12].
- «На врожайних полях» (1973)[2].
- Пам'ятник В. Чапаєву (1968 і загиблим землякам (1974) у селі Єлиховичі[13].
- «Портрет партизанки Л. Карастоянової» (1975)[2].
- Пам'ятник Львівським політехнікам, полеглим у роки Другої світової війни (1976, співавтори скульптори І. Ю. Хміляр, Я. Ю. Скрентович[14] і архітектор Р. Липка)[15].
- «Нескорена» (1977)[4].
- «Весна 1945 р.» (1977, тонований гіпс, 100×34×44, співавтор Іван Хміляр)[16].
- Пам'ятник прикордонникам у селі Нижні Синівці (1980, архітектор В. Кузубов)[17].
- «Леся Українка» (1986, тонований гіпс, 68×44×35)[18].
- «Маркіян Шашкевич» (1986, тонований гіпс, 54×39×32)[18].
- Погруддя Маркіяна Шашкевича у львівській загальноосвітній школі І–III ступенів № 34 імені Маркіяна Шашкевича (не пізніше 1987)[19]
- «Т. Г. Шевченко» (1989, тонований гіпс, 45×27×25)[20].
- Пам'ятна стела «Борцям за волю України» у вестибюлі головного корпусу Львівської політехніки (1990; у співавторстві зі скульпторами Федором Василенком та Олегом Лясковським)[21].
- барельєф С. Бандери в головному корпусі Львівської Політехніки (1993)[2].